# Dème de Chalcide
Le dème de Chalcide, en grec moderne : Δήμος Χάλκειας / Dímos Chálkías, est un ancien dème du  district régional d’Étolie-Acarnanie, en Grèce-Occidentale. Depuis 2010, il est fusionné au sein du dème de Naupactie.
Selon le recensement de 2011, la population du dème compte 2 397 habitants .